# マリア・テレジア軍事勲章

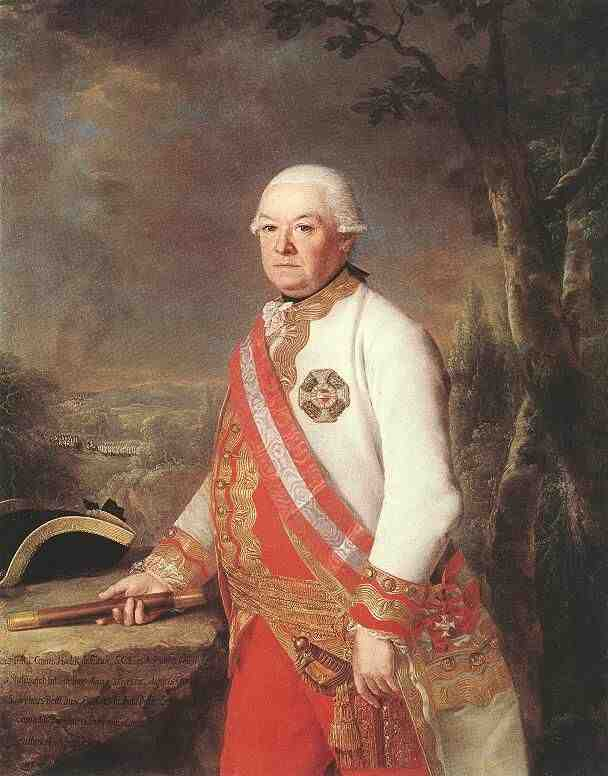
大十字章を佩用したハンガリー貴族

マリア・テレジア軍事勲章（独: Militär-Maria-Theresia-Orden）は、ハプスブルク帝国における最高の軍事勲章。マリア・テレジアによって創設された。

## 歴史
プロイセンに対抗するために一連の軍事改革を進めていたマリア・テレジアは、叙勲についてもあらたな制度を設ける考えを持っていた。七年戦争の前半、コリンの戦いで、一連の対プロイセン戦争で初めてオーストリア軍が大勝したことを契機として、この勲章は制定した。この勲章は、純粋に軍事上の功績によって授与され、その際は対象者の身分も民族も問わないことを本旨としていた。これは、それまでの必ずしも適切とは言い難いオーストリアの軍人評価を反省してのことであった。基本的にこの方針は守られたが、その初の受賞者については、女帝の強い意向により改革の趣旨は黙殺された。
本勲章は当初騎士章と大十字章の2種であったが、後に司令官十字章が追加された。
受勲者はマリア・テレジア騎士団の構成員となり、騎士団の長であり、マリア・テレジアの夫である神聖ローマ皇帝フランツから叙勲される（ただしフランツは騎士団長であっても受勲者ではない）。貴族の称号を得るわけではない。その授与式は通例「叙任式」と呼ばれ、1758年5月7日の第1回叙任式より1931年10月3日の第195回叙任式まで行われた。
第一次世界大戦に於いてはそれまでの累計に匹敵するほどの受章者を出した。また同戦争中には、騎士章を制服の第二ボタンより吊り下げるのが慣習となった。

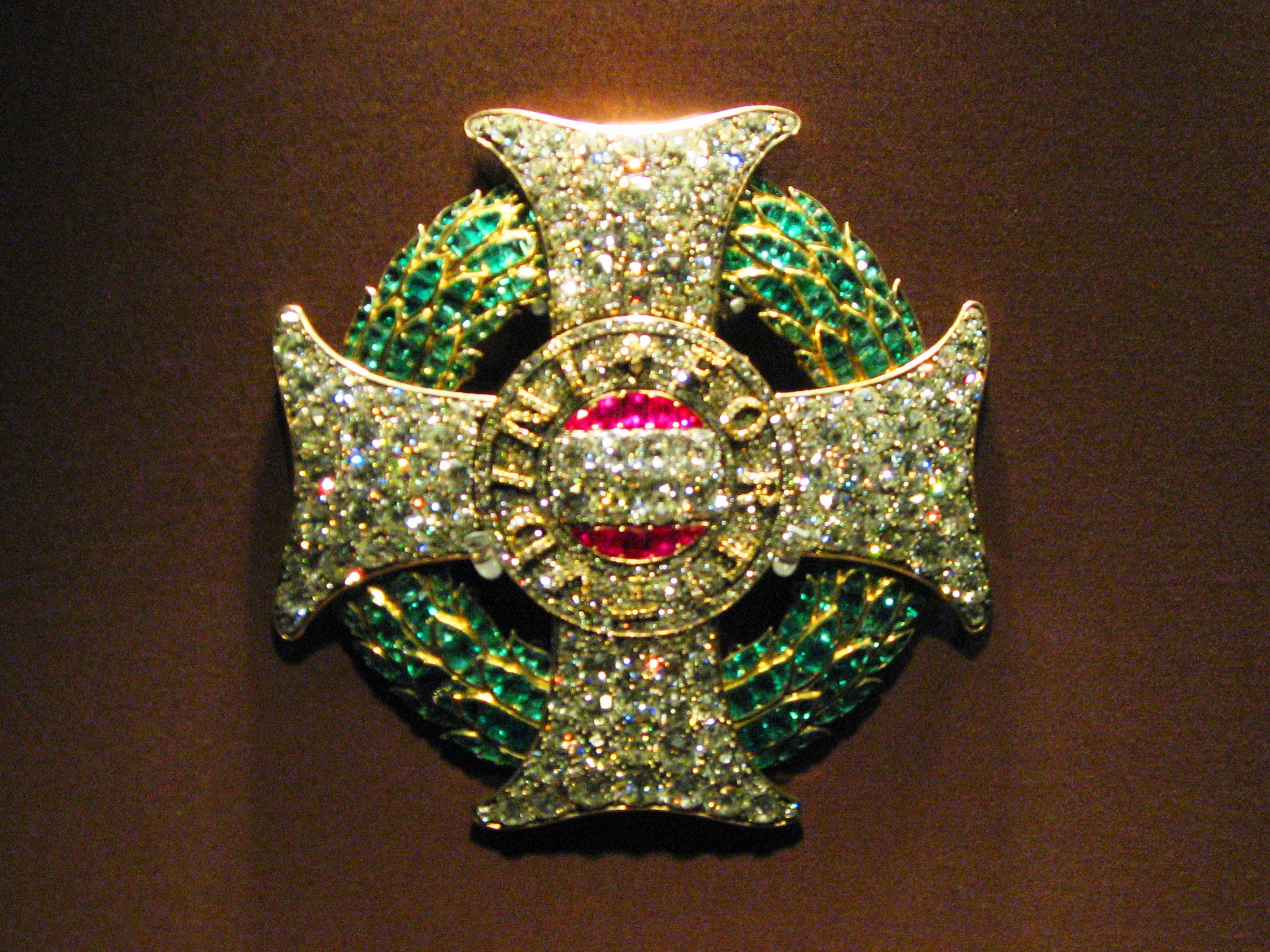
大十字章の星章
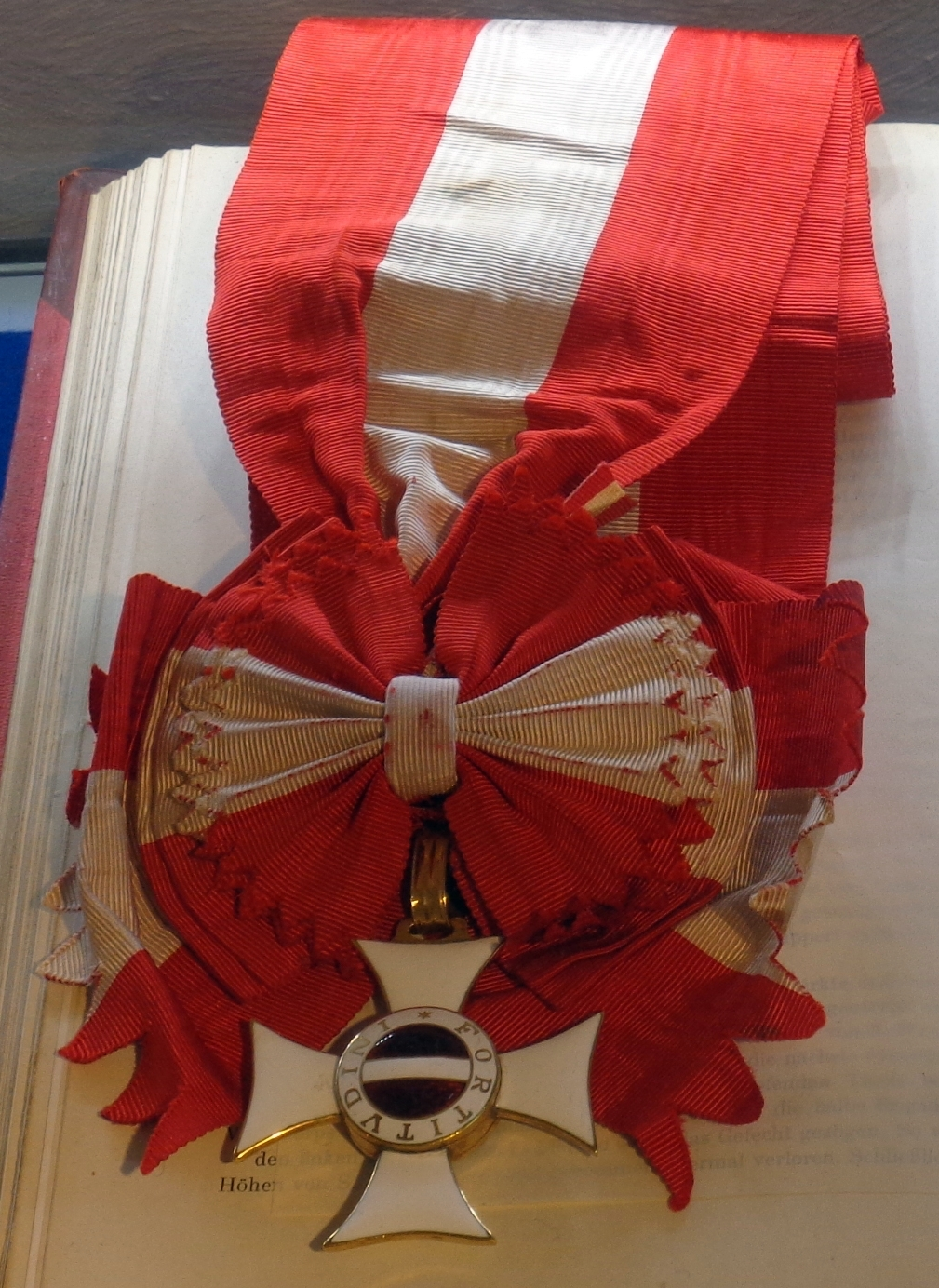
大十字章の大綬
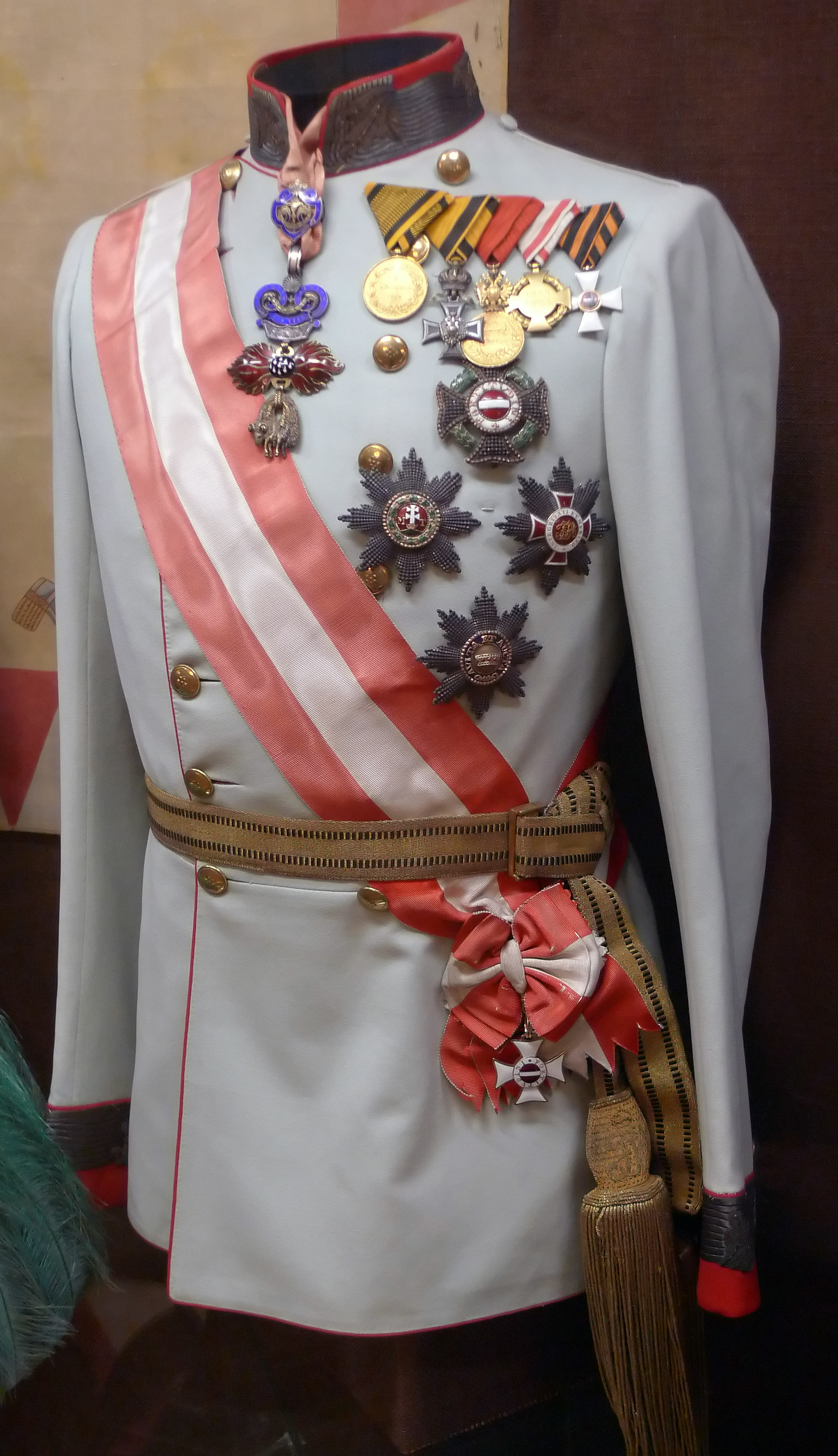
大十字章の星章と大綬を佩用したフランツ・ヨーゼフ1世の軍服
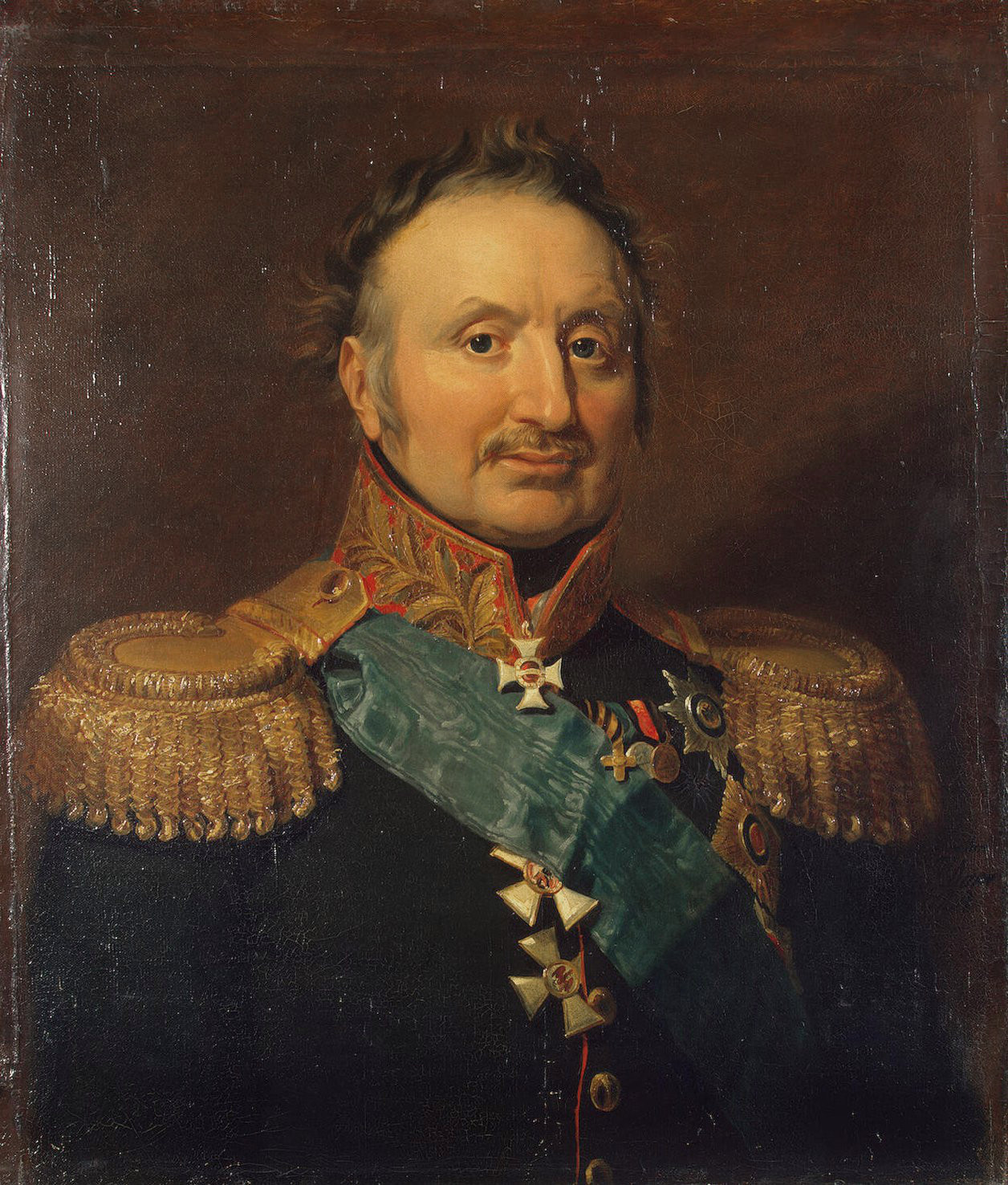
首元に司令官十字章を佩用するピョートル・ヴィトゲンシュテイン
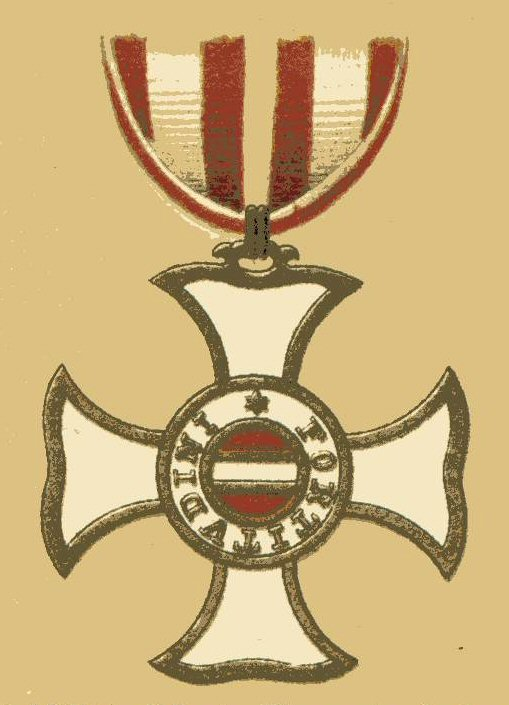
騎士章
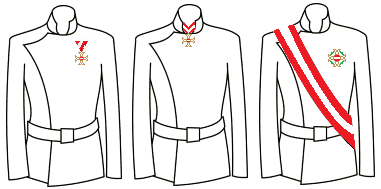
装着方法 左から　騎士章、司令官十字章、大十字章

## 主な受章者
- カール・アレクサンダー・フォン・ロートリンゲン
- レオポルト・フォン・ダウン
- ヨーゼフ・ラデツキー
- ゲオルク・フォン・トラップ